# Kate Williams Evans
Pour les articles homonymes, voir Evans.
Kate Williams Evans (1er octobre 1866 - 2 février 1961) est une suffragette galloise, militante et militante pour les droits des femmes. Elle a été emprisonnée à la prison de Holloway où elle a entamé une grève de la faim pour laquelle elle a reçu la médaille de la grève de la faim de la Women's Social and Political Union acquise par le musée national du pays de Galles en 2018.

## Biographie
Kate Williams Evans est née en 1866 à Llanymynech dans le Montgomeryshire, de William Dorsett Evans (1832-1892), un fermier prospère, et de Mary née Williams (1838-). Elle a un frère et trois sœurs. En 1891, elle vit avec sa famille sur le domaine familial Bod Gwilym à Llansantffraid-ym-Mechain.
Dans sa jeunesse, elle développe un intérêt pour la politique et, lors d'un séjour à Paris dans les années 1890, elle s'intéresse au droit de vote des femmes. À son retour chez elle, elle rencontre des membres de l'Union sociale et politique des femmes (WSPU) et à la mi-trentaine, Evans est un membre actif de la WSPU et elle devient une suffragette, à la déception de ses parents. En mars 1912, elle est arrêtée pour « dommages malveillants » après avoir brisé les vitres des bureaux gouvernementaux à Londres avec d'autres suffragettes, dont Caroline Lowder Downing (en) et Edith Downing. Elle est condamnée à deux mois de prison, et effectue 54 jours de travaux forcés dans la prison de Holloway. Elle entame une grève de la faim qui lui vaut de recevoir la médaille de la grève de la faim et la broche de la prison Holloway de la WSPU à sa sortie de prison. Sa médaille de la grève de la faim comporte deux barrettes d'argent, dont l'une porte inscrite la date du « 4 mars 1912 ».
En août 1913, elle préside une réunion de la Women's Freedom League (WFL) à Llansantffraid-ym-Mechain où elle prononce un discours sur les différences entre la WSPU et la WFL en matière de politique et de militantisme ; il est supposé qu'après sa période de détention à la prison de Holloway, elle a peut-être quitté la WSPU pour rejoindre la WFL moins militante. Elle maintient une implication dans la branche WFL de la WFL et en est la présidente jusqu'en 1917 au moins.
En 1939, Kate Evans et sa sœur Margaret vivent ensemble dans le domaine familial de Bod Gwylim où elles restent jusqu'à leur mort. Kate Williams Evans meurt en février 1961 à l'hôpital général d'Oswestry ; ses cendres sont enterrées avec celles de sa sœur Margaret. Dans son testament, elle laisse 13 749 £ 0s 1d.

## Vente aux enchères en 2018
En 2018, sa médaille de la grève de la faim, sa broche Holloway et ses archives de papiers, y compris son mandat d'arrêt de la Metropolitan Police, un livre d'autographes contenant les signatures au crayon avec des autographe manuscrits au crayon de plusieurs suffragettes comme Emily Davison, Emmeline Pankhurst et Sarah Benett sont vendues aux enchères. La vente comprend également un exemplaire rare de Holloway Jingles —  un recueil de poèmes écrits par les suffragettes emprisonnées auquel Evans a contribué avec trois poèmes, dont deux s'appellent « Who ? » et le troisième « The Cleaners of Holloway » —, et une lettre signée d'Emmeline Pankhurst. Le lot de vente comprend une lettre manuscrite de sa codétenue, la suffragette Sarah Benett qui demande à sa femme de chambre de prendre soin d'elle : « Mlle Evans sera mon invitée jusqu'à ce qu'elle soit un peu plus forte. Elle est affamée alors traitez-la comme une invalide... ». La collection est vendue au nom de la famille d'Evans.
La collection est achetée pour 48 640 £ et la médaille de la grève de la faim est désormais conservée dans la collection du musée national du pays de Galles,,.